# Roberto Moreira
Roberto Ramón Moreira Aldana (Luque, 6 maggio 1987) è un calciatore paraguaiano, attaccante del Génesis.

## Carriera
Ha giocato nella prima divisione honduregna con la maglia del Motagua.

## Palmarès

### Club

#### Competizioni nazionali
- Torneo Federal A: 1

Sp. Estudiantes: 2014
- Campionato honduregno: 1

Motagua: 2018-2019 Apertura, 2018-2019 Clausura